# Indijski ocean
Índijski oceán je tretje največje vodno telo na svetu, pokriva namreč približno petino vodne površine Zemlje. Na severu obliva Indijsko podcelino v južni Aziji, po kateri je dobil ime, na zahodu meji na Arabski polotok in Afriko; na vzhodu na Malajski polotok, Sundsko otočje in Avstralijo, ter na jugu na Južni ocean. Od Atlantskega oceana je od juga Afrike ločen vzdolž poldnevnika 20 stopinj, od Tihega oceana pa vzdolž poldnevnika na 147 stopinj vzhodne zemljepisne širine.
Najsevernejši del Indijskega oceana je približno 30 stopinj severne zemljepisne dolžine v Perzijskem zalivu. Ob južnih obalah Afrike in ob Avstraliji je ocean širok skoraj 10.000 km; njegova površina je 73.556.000 km², vključno z Rdečim morjem in Perzijskim zalivom. Poleg njiju so robna morja še Arabsko morje z Adenskim in Omanskim zalivom, Bengalski zaliv, Andamansko morje, Lakadivsko morje; (Javansko morje?), Timorsko morje, Arafursko morje ter Morje Zanj (zgodovinsko ime morja ob jugovzhodni afriški obali z Maskareni).
Prostornino oceana ocenjujejo na 292.131.000 km³.
Mali otoki začrtujejo celinski obroč. Otoške države v Indijskem oceanu so Madagaskar (nekdaj Malgaška republika, četrti največji otok na svetu), Komori, Sejšeli, Maldivi, Mavricij in Šrilanka, medtem ko Indonezija nanj meji, Reunion v Maskarenih pa je čezmorski departma Francije.
Zaradi svoje pomembnosti kot tranzitna pot med Azijo in Afriko je bil Indijski ocean pogosto žarišče spopadov. Zaradi njegove velikosti ga nobena država ni mogla uspešno obvladovati do zgodnjega 19. stoletja, ko je Britanija nadzorovala večino njegove obale.